# 1977년 뉴욕 정전
1977년 뉴욕 정전(영어: New York City blackout of 1977)은 1977년 7월 13일부터 7월 14일까지 뉴욕시 대부분에 영향을 끼친 정전이다. 도시에서 영향을 받지 않은 유일한 지역은 롱아일랜드 라이팅 컴퍼니 시스템의 일부인 남부 퀸스(Rockaways)와 브루클린의 프랫 인스티튜트 캠퍼스, 그리고 자체 발전기를 운영하는 몇 개의 다른 대규모 아파트 및 상업 단지였다.
이 지역에 영향을 미친 다른 정전, 즉 1965년과 2003년의 노스이스트 정전과는 달리, 1977년 정전은 뉴욕시와 그 인근 지역에 국한되었다. 1977년 정전은 1965년과 2003년 정전과는 달리, 시 전역에서 약탈과 방화를 포함한 다른 범죄 행위를 낳았다.